# Uttis jägarregemente
Uttis jägarregemente (UTJR) (finska: Utin jääkärirykmentti) är ett jägarförband inom finländska armén som verkat i olika former sedan 1997. Förbandsledningen är förlagd i Uttis garnison, Uttis.

## Historik
Uttis jägarregemente bildades den 1 januari 1997 genom ett Fallskärmsjägarskolan, Militärpolisskolan och Helikopterskvadronen överförd från flygvapnet, som organiserades 2001 som en helikopterbataljon, sammanfördes till en enhet, Uttis jägarregemente.

## Verksamhet
Vid Uttis jägarregemente i Kouvola har verksamheten för arméns specialtrupper, försvarsmaktens helikopterverksamhet, samt de funktioner som stödjer dessa två koncentrerats. Helikopterbataljonen vid regementet upprätthåller beredskap dygnet runt för att stödja andra myndigheter. Finlands specialtrupper utbildas vid specialjägarbataljonen vid Uttis jägarregemente. Förutom utbildningen av specialförband genomför bataljonen militärpoliskurser för personalen. Som en del av utvecklandet av specialförband skapas en specialoperationstrupp bestående av yrkesmilitärer (stampersonal) och avtalsbundna soldater som används i EU-ledda krishanteringsoperationer. Denna trupp är specialförbandens slagkraftigaste del och är klar för internationella uppdrag från år 2007.

## Ingående enheter
- Helikopterbataljonen
- Specialjägarbataljonen
  - Fallskärmsjägarkompaniet
  - Specialjägarkompaniet
  - Militärpolisskolan
- Stödkompaniet
- Underhållscentralen

## Förbandschefer
Förbandschefen tituleras regementschef och har tjänstegraden överste.

- 1997–1999: Överste Matti Laukkanen
- 1999–2001: Överstelöjtnant Jorma Ala-Sankila
- 2001–2004: Överste Timo Kivinen
- 2004–2008: Överste Petri Hulkko
- 2008–2010: Överste Kim Mattsson
- 2010–2012: Överste Jari Kallio
- 2012–2013: Överste Heikki Välivehmas
- 2013–2015: Överste Petri Mattila
- 2015–2017: Överste Ali Mättölä
- 2017–2019: Överste Jaro Kesänen
- 2019–2022: Överste Jukka Aihtia
- 2022–20xx: Överstelöjtnant Jussi Kosonen

## Namn, beteckning och förläggningsort
| Uttis jägarregemente | 1997-01-01 | – |  |

| UTJR | 1997-01-01 | – |  |

| Uttis garnison (F)  | 1997-01-01 | – |  |
| Obbnäs garnison (D) | 1997-01-01 | – |  |